# Пономаренко Лариса Петрівна
Лариса Петрівна Пономаренко (нар. 5 вересня 1977, Київ) — українська акторка. Відома за роллю Наталі Дзюбенко у серіалі Агенти справедливості.

## Життєпис
Народилася 5 вересня 1977 році у місті Києві. Батько працював інженером суднобудівником. Мати була звичайною домогосподаркою. Після закінчення школи вступила на факультет електроніки, але згодом забрала документи. Після чого вступила на факультет додаткової професійної освіти Всеросійський державний інститут кінематографії (майстерня Вслеволода Шиловського), а в 2005 успішно закінчила навчання.
Її кінокар'єра почалася в процесі навчання — у 2004 році їй пощастило засвітитися в популярному серіалі «Опера», «Хроніки вбивчого відділу». Після цього протягом тривалого часу Ларисі діставалися здебільшого епізодичні ролі в популярних серіалах і фільмах. І тільки зовсім недавно їй нарешті пощастило по-справжньому — актриса отримала пропозицію зіграти головну роль в серіалі «Агенти справедливості».

## Фільмографія
- 2016—2020 Агенти справедливості (Україна), Наталья Дзюбенко — головна роль приватний детектив
- 2016 Поганий хороший коп (Україна), Віра Долматова, медсестра
- 2015 Відділ 44 (Україна), Дарина Калганова, Утопленик, 8-а серія
- 2015 Втікаюча від кохання, Ольга
- 2014 Між двох вогнів, вагітна
- 2013 П'ята варта, Кокони смерті, 2 сезон, 101-а серія, епізод
- 2012 Світлофор, узистка, 61-а серія
- 2012 Мама по контракту, Світлана, колега Галини
- 2011 СК Настя, Мішені, 2 фільм
- 2010 Хімік, епізод
- 2010 Важняк, Надія, Бітцевський маньяк, Фільм 2-й
- 2009 Слідопит, Григорьєва, За відбитками людини, Фільм № 1
- 2008 Якщо нам доля, епізод
- 2007—2011 Поліція Хоккайдо. Олександра Шевчук — головна роль, слідча
- 2007 Мовчазний свідок-2, Аліса Крашеннікова, Вуголь, 36-а серія